# Fußball in Armenien
Vor der nationalen Unabhängigkeit Armeniens 1991 wurde der Fußball in Armenien im Rahmen der Sowjetunion organisiert. Seither wurden Nationalmannschaften der Frauen und Männer gegründet und eigenständige Strukturen geschaffen.

## Verband

Logo des Armenischen Fußballverbandes

Der Armenische Fußballverband ist seit seiner Gründung 1992 Mitglied der FIFA, und seit 1993 UEFA-Mitglied. Präsident des Verbandes ist Ruben Hajrapetjan. Der Sitz des Fußballbundes befindet sich in Jerewan, der Hauptstadt Armeniens.

## Breitensport
In der Sowjetunion galt der Fußballsport zunächst als „englischer Aristokratensport“. Dies änderte sich Mitte 1920er Jahre, im Folgenden wurde der Fußballsport systematisch gefördert. So gelangte der Fußball auch in die Armenische SSR und wurde unter Jungen und Männern rasch zu einem beliebten Sport (es galt als ausgesprochen unweiblich, Fußball zu spielen). Der Fußball leidet unter der schwierigen wirtschaftlichen Lage Armeniens.

## Nationalmannschaft
Die armenische Fußballnationalmannschaft absolvierte ihr erstes Spiel am 12. Oktober 1992 gegen die Moldau (0:0). Seit der Unabhängigkeit konnte sich Armenien nie für eine Fußballwelt- oder Europameisterschaftsendrunde qualifizieren. Vorher ging der armenische Fußball in der sowjetischen Nationalmannschaft auf, deren größter Erfolg der Gewinn der Europameisterschaft 1960 war.
Trainer der Männermannschaft ist Artur Petrosjan, die Frauen werden von Mher Mikaeljan betreut. Die Mannschaft spielt in roten Trikots, blauen Hosen und orangefarbenen Stutzen (wie die Flagge Armeniens).

## Profifußball
Die ersten armenischen Profifußballer waren sowjetische Staatsamateure. Der stärkste Verein der Armenischen SSR war der FC Ararat Jerewan, der mehrmals sowjetischer Pokalsieger wurde. Den größten Erfolg in der armenischen Fußballgeschichte erreichte die Mannschaft 1973, als sie sowjetischer Meister und Pokalsieger wurde. Das beste internationale Resultat war der Einzug ins Viertelfinale des Europapokal der Landesmeister 1974/1975, in dem die Mannschaft knapp gegen den späteren Sieger FC Bayern München ausschied. Die besten armenischen Fußballer spielten in der Fußballnationalmannschaft der UdSSR.
Seit der Unabhängigkeit Armeniens stellt die Finanzierung ein Problem dar. Viele Mannschaften hängen von der Förderung durch einen oder einige wenige reichen Unternehmer ab. Wenn diese ihre Förderung kürzen, weil sie ihr Interesse verlieren oder wirtschaftlich weniger erfolgreich agieren, geraten viele Vereine schnell in finanzielle Schwierigkeiten.

### Ligafußball
Die Bardsragujn chumb (die so genannte Oberliga) wird seit 1992 vom armenischen Fußballverband organisiert. Von 1936 bis 1991 wurde der Bewerb als regionales Turnier in der Sowjetunion abgehalten.

### Pokalwettbewerb
Der armenische Pokalwettbewerb wird ebenfalls seit 1992 ausgetragen.

### Europäische Vereinswettbewerbe
Armenische Klubs nehmen auch an den UEFA-Klubwettbewerben teil. In der Saison 2005/06 war Armenien mit drei Mannschaften vertreten. Der Meister FC Pjunik Jerewan startete in der 1. Qualifikationsrunde zur Champions League, der Pokalsieger MIKA Aschtarak (Gegner des Bundesligisten 1. FSV Mainz 05) und der Vizemeister Bananz Jerewan in der 1. Qualifikationsrunde zum UEFA-Pokal.

## Bekannte Spieler
- Edgar Manutscharjan
- Henrich Mchitarjan